# Reinaldo Figueredo Planchart
Reinaldo Figueredo Planchart es un político venezolano, quien fue ministro de Despacho de Carlos Andrés Pérez y canciller de Venezuela durante su segundo gobierno.

## Biografía

### Ministro de Despacho y canciller
Fue ministro de Despacho en 1989 y posteriormente ministro de Relaciones Exteriores en el segundo gobierno de Carlos Andrés Pérez, entre 1989 y 1991.

### Juicio y arresto
En 1993 comenzó un juicio contra él, junto a Carlos Andrés Pérez y el ministro Alejandro Izaguirre, así como otras tres personas.
El 26 de mayo de 1993 entró a la prisión de El Junquito. El 30 de mayo fue condenado por la Corte Suprema de Justicia por «malversación genérica agravada», un «hecho cometido en las circunstancias de lugar, modo y tiempo que han quedado establecidas, a cumplir la pena de dos años y cuatro meses de prisión» y «condena al mencionado procesado a restituir, reparar o indemnizar los daños inferidos al patrimonio público».
La Comisión Interamericana de Derechos Humanos de la OEA dictó en el año 2000 que «el Estado venezolano violó en perjuicio de Reinaldo Figueredo Planchart el artículo 8(1) de la Convención en lo que respecta a su derecho a ser oído por un juez o tribunal competente en la sustanciación de la acusación penal que se llevó a cabo en su contra».
El 2 de agosto del 2000 el recién creado Tribunal Supremo de Justicia prescribió sus cargos, siendo liberado.

### ONU
Fue también asesor de la Organización de las Naciones Unidas (ONU).

## Posiciones políticas
Figueredo Planchart considera al gobierno de Nicolás Maduro ilegítimo y ha discrepado como excanciller en la política que ha ejercido su gobierno en torno a la disputa territorial de la Guayana Esequiba.